# Medal Orderu Krzyża Pogoni
Medal Orderu Krzyża Pogoni (lit. Vyčio Kryžiaus ordino medalis) – jedno z litewskich odznaczeń wojskowych ustanowione w 2002.

## Zasady nadawania
Medal Orderu Krzyża Pogoni jest nadawany przez prezydenta Litwy za szczególne bohaterstwo wykazane podczas walk w obronie wolności i niepodległości Państwa Litewskiego. Jest to medal srebrny, bez podziału na klasy.

## Opis odznaki
Odznaką Medalu Orderu Krzyża Pogoni okrągły srebrny medal z wyobrażeniem insygniów Orderu Krzyża Pogoni z Mieczami na promienistym tle. Na rewersie znajduje się napis UŽ NARSUMĄ (Za odwagę), a pod nim gałązka z listkami dębu, pod którą widnieje data „2002”. Medal zawieszany jest na klamrze umocowanej na wstążce z czerwonej mory z dwoma czarnymi paskami wzdłuż obu brzegów wstążki, jednym cieńszym, drugim grubszym. Szerokość wstążki 32 mm. Na baretce umieszcza się srebrzone okucie w kształcie trójliścia.